# Соль, Фран
Франси́ско (Фран) Соль Орти́с (исп. Francisco 'Fran' Sol Ortiz; 13 марта 1992, Мадрид, Испания) — испанский футболист, нападающий клуб «АЕК (Ларнака)».

## Клубная карьера
Фран Соль с 6 лет обучался в футбольных школах «Викальваро» (1998—2000) и «Райо Вальекано» (2000—2002), после чего в возрасте 10 лет в июле 2002 года присоединился к системе мадридского «Реала» и начал играть за одну из молодёжных команд клуба. В сезоне 2010/2011 он дебютировал на взрослом уровне за команду Реал Мадрид C в матче против Тривал Вальдерас в Терсере.
В сезоне 2012/13 Соль был арендован клубом «Луго», выступающим в Сегунде. Дебютировал на профессиональном уровне 25 августа 2012 года выйдя на замену вместо Мауро Кироги на 77-й минуте матча с «Лас-Пальмасом» (1:1). 9 сентября 2012 года он первый раз вышел в стартовом составе и отыграл полный матч против хихонского «Спортинга» (1:1). 14 декабря 2012 года Фран забил свой первый гол на профессиональном уровне, принеся победу своей команде в матче с клубом «Реал Мадрид Кастилья» (3:2).
16 января 2013 года его арендное соглашение с «Луго» подошло к концу, и он был арендован клубом «Овьедо», выступающем в Сегунде Б. Соль дебютировал за астурийцев 20 января 2013 года, заменив Диего Серверо на последних минутах выездного матча против «Фуэнлабрады».
По окончании сезона 2013/14 он вернулся в «Реал», откуда 2 июля 2014 года перешёл в «Вильярреал B». 25 апреля 2015 года Соль дебютировал за основной состав валенсийцев в матче Примеры против команды «Реал Сосьедад» (0:0), выйдя на замену вместо Хауме Косты.
25 июня 2016 года заключил свой первый международный контракт с нидерландским клубом «Виллем II», выступающим в Эредивизи, по схеме «3+1». Отличился первым забитым голом за новый клуб 6 августа 2016 года в дебютном домашнем матче против «Витесса» (1:4). 20 августа 2016 года благодаря его голу «Виллем II» впервые в истории обыграл столичный «Аякс» в Амстердаме (1:2). В октябре 2017 года у Соля обнаружили доброкачественную опухоль яичка, которая была успешно удалена.
16 января 2019 года подписал пятилетний контракт с киевским «Динамо». Дебютировал 14 февраля 2019 года в выездном матче 1/16 финала Лиги Европы против греческого «Олимпиакоса» (2:2). Первый гол за «Динамо» забил неделю спустя в ответном матче, принеся своей команде минимальную победу (1:0) и выход в 1/8 финала Лиги Европы. Удачно проведя и первую игру в возобновившемся после зимней паузы чемпионате Украины (домашняя победа 5:0 над луганской «Зарёй», на счету Соля забитый мяч), в следующем матче (против черниговской «Десны» 2 марта 2019 года) Фран получил серьёзную травму плеча и 12 марта был прооперирован в Испании. Сроки восстановления не позволили форварду вернуться на поле в текущем сезоне. В середине июля 2019 года на тренировочном сборе в Австрии Фран получил травму ноги, вследствие чего пропустил старт сезона 2019/20. 3 августа 2019 года, спустя 5 месяцев, Соль вновь вышел на поле в составе динамовцев, однако до конца 2019 года не смог закрепиться в основном составе, проводя на поле в среднем около 30 минут за матч и ни разу не отличившись забитым мячом. Сам форвард назвал 2019 год для себя ужасным.
В 2020 году Соль так и не сумел стать основным нападающим «Динамо» и 2 октября 2020 года был арендован «Тенерифе», середняком Сегунды, до конца сезона 2020/21. Дебютировал в составе испанского клуба 10 октября 2020 года в домашнем матче чемпионата против «Райо Вальекано» (1:0), провёл на поле 90 минут и был заменён в добавленное время. Первый гол за «Тенерифе» забил 29 октября 2020 года в домашнем матче против «Луго» (1:1).
7 июля 2021 года перешёл на правах аренды до конца сезона 2021/22 в клуб Сегунды «Эйбар».

## Карьера в сборной
Соль привлекался к выступлениям за сборную Испании до 19 лет.

## Достижения
- Обладатель Кубка Украины: 2019/20
- Обладатель Суперкубка Украины: 2020

## Семья
- Мать — Консуэло Ортис Солис (Consuelo Ortiz Solis)
- Отец — Франсиско Соль Педраха (Francisco Sol Pedraja)
- Жена (c 1 июля 2016 года[12]) — Аида де ла Торре Хабега (Aida De La Torre Jabega) (род. 4 мая[13]), до рождения ребёнка — стюардесса, в декрете — диетолог-натуропат
- Сын — Фран Соль-младший (род. 21 декабря 2018 года[14][8])

## Клубная статистика
Данные по состоянию на 7 июля 2022 года
| Клуб        | Сезон   | Чемпионат | Чемпионат | Кубок | Кубок | Еврокубки | Еврокубки | Другое | Другое | Итого | Итого |
| Клуб        | Сезон   | Игры      | Голы      | Игры  | Голы  | Игры      | Голы      | Игры   | Голы   | Игры  | Голы  |
| ----------- | ------- | --------- | --------- | ----- | ----- | --------- | --------- | ------ | ------ | ----- | ----- |
| Вильярреал  | 2014/15 | 2         | 0         | —     | —     | —         | —         | —      | —      | 2     | 0     |
| Вильярреал  | Всего   | 2         | 0         | —     | —     | —         | —         | —      | —      | 2     | 0     |
| Виллем II   | 2016/17 | 30        | 10        | 1     | 0     | —         | —         | —      | —      | 31    | 10    |
| Виллем II   | 2017/18 | 32        | 16        | 5     | 4     | —         | —         | —      | —      | 37    | 20    |
| Виллем II   | 2018/19 | 17        | 13        | 3     | 4     | —         | —         | —      | —      | 20    | 17    |
| Виллем II   | Всего   | 79        | 39        | 9     | 8     | —         | —         | —      | —      | 88    | 47    |
| Динамо Киев | 2018/19 | 2         | 1         | —     | —     | 2         | 1         | —      | —      | 4     | 2     |
| Динамо Киев | 2019/20 | 13        | 1         | 2     | 0     | 2         | 0         | —      | —      | 17    | 1     |
| Динамо Киев | 2020/21 | 2         | 0         | —     | —     | —         | —         | 1      | 1      | 3     | 1     |
| Динамо Киев | Всего   | 17        | 2         | 2     | 0     | 4         | 1         | 1      | 1      | 24    | 4     |
| Тенерифе    | 2020/21 | 38        | 10        | 2     | 0     | —         | —         | —      | —      | 40    | 10    |
| Тенерифе    | Всего   | 38        | 10        | 2     | 0     | —         | —         | —      | —      | 40    | 10    |
| Эйбар       | 2021/22 | 31        | 5         | 3     | 0     | -         | --        | --     | --     | 34    | 5     |